# Relations entre l'Azerbaïdjan et les États-Unis
Les relations entre l'Azerbaïdjan et les États-Unis désignent les relations entre la République d'Azerbaïdjan et  les États-Unis d'Amérique.

## Histoire
Les relations diplomatiques entre la République d'Azerbaïdjan et les États-Unis ont été établies le 28 février 1992.
Les États-Unis recherchent de nouvelles formes de partenariat avec l'Azerbaïdjan, aident à assurer la sécurité et la stabilité régionales, améliorent la sécurité énergétique, ainsi que les réformes économiques et politiques en Azerbaïdjan.

## Ambassades
L'ambassade des États-Unis est située à Bakou, en Azerbaïdjan. L'ambassade d'Azerbaïdjan est située à Washington.